# Кораллгроттан
Кораллгроттан (швед. Korallgrottan — «коралловая пещера») — пещера в мраморе, расположенная в шведском лене Емтланд.
Пещера была открыта в 1985 году. В настоящее время исследовано 6 км этой пещеры, что делает её самой протяжённой в Швеции. Пещера получила своё название из-за коралловых образований известняка внутри неё.